# Heinrich Scholz (homme politique)
Pour les articles homonymes, voir Heinrich Scholz.
Heinrich Scholz, né le 11 décembre 1933 à Friedrichshain et mort le 1er mars 2003 est un homme politique est-allemand. Il est brièvement ministre des Transports de 1989 à 1990.

## Sources
- (de) Cet article est partiellement ou en totalité issu de l’article de Wikipédia en allemand intitulé « Heinrich Scholz » (voir la liste des auteurs).